# Fédération japonaise de patinage à glace
La Fédération japonaise de patinage à glace (日本スケート連盟, Nihon sukēto renmei) est la fédération sportive au Japon pour le patinage artistique, le patinage de vitesse et le patinage de vitesse sur piste courte. Elle a été créée en 1929.